# Красне (Первомайський район)
Кра́сне (рос. Красное) — село у складі Первомайського району Оренбурзької області, Росія.

## Населення
Населення — 724 особи (2010; 965 у 2002).
Національний склад (станом на 2002 рік):
- росіяни — 72 %